# مايك سيروماغا
مايك سيروماغا (بالإنجليزية: Mike Sserumaga)‏ (3 أغسطس 1989 بكامبالا في أوغندا - ) هو لاعب كرة قدم أوغندي في مركز الهجوم. شارك مع منتخب أوغندا لكرة القدم. أما مع النوادي، فقد لعب مع نادي رايون سبورتس ونادي سلطة أوغندا للدخل ونادي فايبرز ونادي هلسينغبورغ وSC Victoria University ‏ وProline FC ‏ وLweza FC ‏ وPolice FC (Uganda) ‏ وSt. George's F.C. ‏.

## وصلات خارجية
- مايك سيروماغا على موقع قاعدة بيانات كرة القدم.إي يو (الإنجليزية)
- مايك سيروماغا على موقع ناشيونال فوتبول تيمز (الإنجليزية)
- مايك سيروماغا على موقع عالم كرة القدم.نت (الإنجليزية)